# Siphlophis compressus
Siphlophis compressus е вид змия от семейство Смокообразни (Colubridae). Видът не е застрашен от изчезване.

## Разпространение и местообитание
Разпространен е в Боливия, Бразилия, Венецуела, Еквадор, Колумбия, Коста Рика, Панама, Перу, Суринам, Тринидад и Тобаго и Френска Гвиана.
Обитава гористи местности и пещери в райони с тропически климат.